# Alternativet (Ljungby)
Alternativet (Zweeds voor: Alternatief) is een lokale politieke partij in de gemeente Ljungby, in de provincie Kronoberg in het zuiden van Zweden. Alternativet is in 1994 opgericht. Roland Johansson is voorzitter van de partij. Sinds 1994 heeft de partij bij elke gemeenteraadsverkiezing telkens twee of meer zetels behaald.